# زنگ پرپر
زنگِ پَرپَر (نام علمی: Stenanthium) نام یک سرده از خانواده گل‌خوشه‌ایان است.